# Nodar Dzjordzjikia
Nodar Dzjordzjikia (Georgisch: ნოდარ კონსტანტინეს ძე ჯორჯიკია, Nodar Konstantines dze Dzjordzjikia; Russisch: Нодар Константинович Джорджикия) (Koetaisi, 15 november 1921 - Koetaisi, 1 juni 2008) is een voormalig basketbalspeler, die speelde voor de Sovjet-Unie op de Olympische Spelen.

## Carrière
Dzjordzjikia begon zijn loopbaan bij TSU Tbilisi. In 1944 ging hij spelen bij TODO Tbilisi. Met die club won hij in 1944 en 1946 het landskampioenschap van de Sovjet-Unie. In 1950 verhuisde hij naar Dinamo Tbilisi. Met Dinamo won hij in 1950, 1953 en 1954 het landskampioenschap van de Sovjet-Unie. Ook won hij de USSR Cup in 1950 met Dinamo en in 1951 met de Georgische SSR. Hij stopte in 1955 met basketballen.
In 1952 won Dzjordzjikia met het Nationale team van de Sovjet-Unie, zilver op de Olympische Spelen. Dzjordzjikia won één keer goud op het Europees kampioenschap in 1947.

## Erelijst
- Landskampioen Sovjet-Unie: 5
  - Winnaar: 1944, 1946, 1950, 1953, 1954
  - Tweede: 1945
  - Derde: 1952
- Bekerwinnaar Sovjet-Unie: 2
  - Winnaar: 1950, 1951
  - Runner-up: 1953
- Olympische Spelen:
  - Zilver: 1952
- Europees kampioenschap: 1
  - Goud: 1947